# Andreas Rasmussen
Andreas Engelbert Rasmussen (ur. 15 marca 1893 w Aalborgu, zm. 23 lutego 1967 tamże) – duński hokeista na trawie.
Na letnich igrzyskach olimpijskich w Antwerpii (1920) wraz z drużyną zdobył srebrny medal.